# Diopetes catalla
Diopetes catalla är en fjärilsart som beskrevs av Karsch 1895. Diopetes catalla ingår i släktet Diopetes och familjen juvelvingar. Inga underarter finns listade i Catalogue of Life.